# 雷奇湖

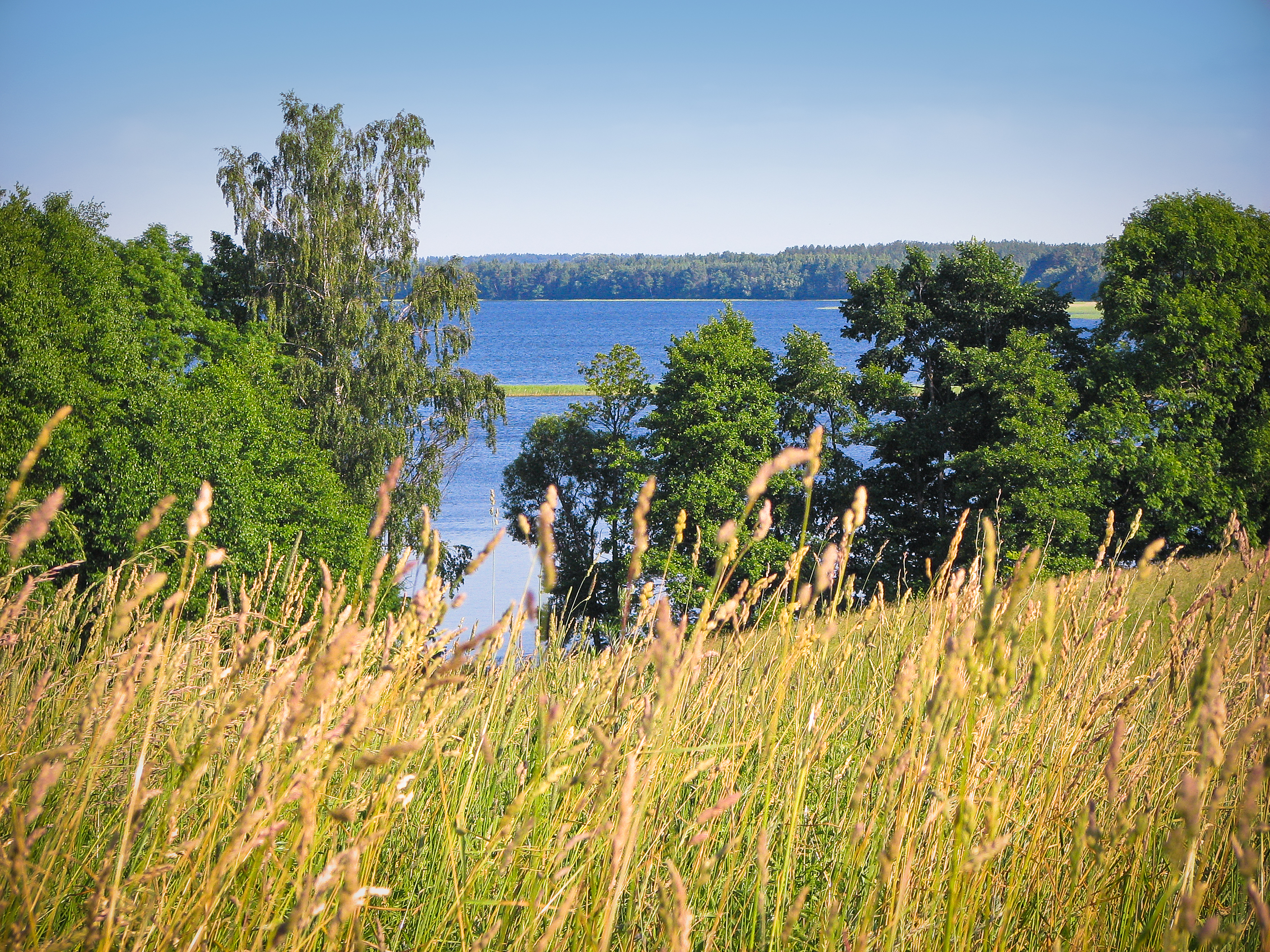
雷奇湖

雷奇湖（白俄羅斯語：Рычы，拉脫維亞語：Riču ezers）是白俄羅斯和拉脫維亞的湖泊，位於布拉斯拉夫西北20公里，由維捷布斯克州負責管轄，長6.27公里、寬3.73公里，面積12.84平方公里，流域面積123平方公里，湖岸線長度33.4公里，平均水深9.7米，最大水深51.9米。

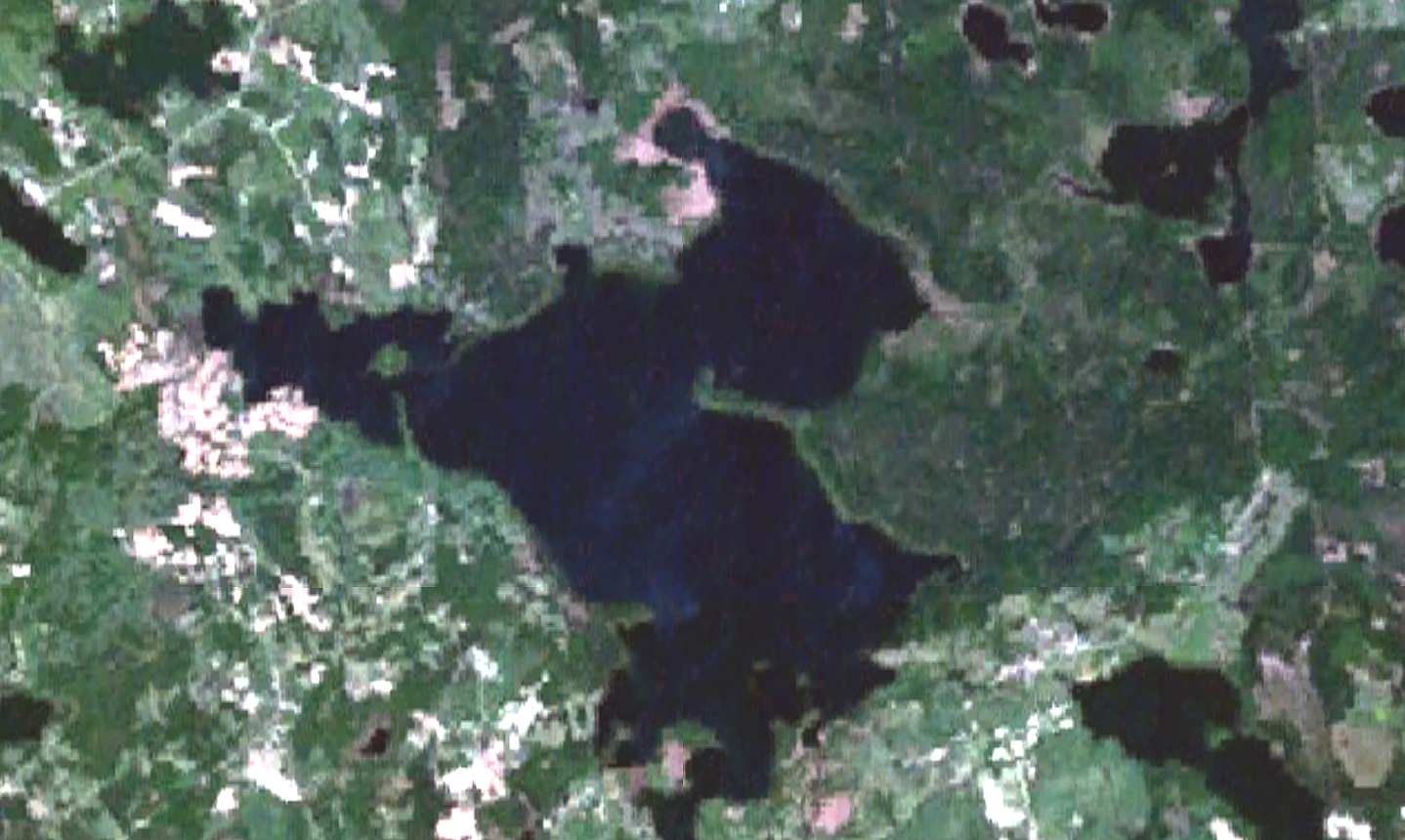
衛星圖